# Banc 114
El Banc 114 (百十四銀行, Hyakujūshi-ginkō) és una entitat bancària japonesa d'àmbit regional amb seu a la ciutat de Takamatsu, a la prefectura de Kagawa. A més d'operar al seu àmbit prefectural, el banc té oficines a Tòquio, Osaka, Nagoya, Kobe, Fukuoka, Hiroshima, Okayama, Ehime i Kōchi entre d'altres, així com fora del Japó.

## Història
El Banc 114 va ser fundat l'1 de novembre de 1878 amb el nom de Banc Nacional 114è (第百十四国立銀行, Dai-Hyakujūshi-kokuritsu-ginkō) sota la llei de bancs nacionals japonesos, la qual va projectar la creació d'una sèrie de bancs d'àmbit regional per a afavorir el desenvolupament de totes les zones del Japó. L'1 d'agost de 1896 va canviar el seu nom pel de Banc de Takamatsu (高松銀行, Takamatsu-ginkō), per tornar a canviar-lo poc després, el 7 d'octubre de 1898, a Banc de Takamatsu 114 (高松百十四銀行, Takamatsu-Hyakujūshi-ginkō). Finalment, el 22 de juny de 1948 el banc va establir el seu nom actual.
Actualment, a 2014, el banc manté diverses delegacions i sub-delegacions fora del seu àmbit central, la prefectura de Kagawa, on té 86 oficines. El seu segon àmbit d'actuació és la regió de la mar interior de Seto, on té 11 oficines a la prefectura d'Okayama, 5 a la prefectura d'Ehime i 2 a la prefectura de Hiroshima, mentres que a la resta del Japó en té 5 a la prefectura d'Osaka, 4 a la prefectura de Hyogo, 3 a la prefectura de Tokushima, 2 a Tòquio i Kochi i 1 a la prefectura de Fukuoka. En total, el banc té unes 123 oficines per tot el Japó, sense contar les delegacions a Shanghai i Singapur.